# Starowice (powiat nyski)
Starowice – wieś w Polsce położona w województwie opolskim, w powiecie nyskim, w gminie Otmuchów.
W latach 1975–1998 miejscowość należała administracyjnie do województwa opolskiego.

## Nazwa
W księdze łacińskiej Liber fundationis episcopatus Vratislaviensis (pol. Księga uposażeń biskupstwa wrocławskiego) spisanej za czasów biskupa Henryka z Wierzbna w latach 1295–1305 miejscowość wymieniona jest w staropolskiej formie Starowicz w szeregu wsi lokowanych na prawie polskim iure polonico.
Według niemieckiego językoznawcy Heinricha Adamy’ego nazwa miejscowości wywodzi się od polskiej nazwy "stary". W swoim dziele o nazwach miejscowych na Śląsku wydanym w 1888 roku we Wrocławiu jako najstarszą nazwę miejscowości wymienia Starowicz podając jej znaczenie "Altdorf" czyli w języku polskim "Stara wieś". Nazwa wsi została później fonetycznie zgermanizowana na Starrwitz i utraciła swoje pierwotne znaczenie.
W latach 1936–1945 w czasie rządów narodowych socjalistów zgermanizowaną nazwę Starrwitz administracja III Rzeszy zmieniła na całkowicie niemiecką Waldreuth aby zatrzeć polskie pochodzenie. W miejscowości przed wojną mieszkało (dane z 1933 r.) 314 mieszkańców, a w 1939 r. - 282 mieszkańców.

## Historia
Od XIX w. wieś posiadała pieczęć gminną, na której wizerunku przedstawiono  stojącego ptaka zwróconego w prawo, trzymającego w dziobie węża, po obu stronach po trzy kwiaty.

## Zabytki
Do wojewódzkiego rejestru zabytków wpisany jest:
- zespół pałacowy:
  - Pałac w Starowicach, z 1869 w.
  - park, z XIX w.

Ponadto we wsi znajdują się stare kapliczki przydrożne oraz kamienny krzyż, będący prawdopodobnie nagrobkiem francuskich żołnierzy.